# جستجو و نابود کردن (فیلم ۱۹۹۵)
جستجو و نابود کردن (به انگلیسی: Search and Destroy) یا جستجو و انهدام فیلمی محصول سال ۱۹۹۵ و به کارگردانی دیوید سلی است. در این فیلم بازیگرانی همچون گریفین دان، رزانا آرکت، ایلیانا داگلاس، ایثن هاک، دنیس هاپر، جان تورتورو، کریستوفر واکن، رابرت نپر، مارتین اسکورسیزی، دن هدایا و دیوید تورنتون ایفای نقش کرده‌اند.